# NGC 7072
NGC 7072 هي مجرة حلزونية تبعد حوالي 210 مليون سنة ضوئية تقع في كوكبة الكركي (كوكبة). لديها قطر يقدر من 87390 سنة ضوئية. تم اكتشافها من قبل عالم الفلك جون هيرشل في 5 سبتمبر 1834.

## وصلات خارجية
- NGC 7072 على موقع ويكي سكاي: DSS2, SDSS, GALEX, IRAS, Hydrogen α, X-Ray, Astrophoto, Sky Map, Articles and images